# Jørgen Andreassen
Jørgen Andreassen (* 16. August 1919 in Gentofte; † 4. August 1999 in Hillerød) war ein dänischer Offizier, der als Generalmajor von 1975 bis 1977 Kommandeur des Heeres-Landeskommandos Ost (Østre Landsdelskommando) sowie zuletzt zwischen 1977 und 1984 Chef der Heimwehr (Hjemmeværnet) war, eine der vier Teilstreitkräfte der Streitkräfte (Det Danske Forsvar).

## Leben
Jørgen Andreassen, Sohn des Stabsoffiziers A. R. F. Andreassen und dessen Ehefrau Dagmar Arndal Andreassen, begann nach dem Besuch des Christianshavns Gymnasium 1938 eine Offiziersausbildung und wurde 1942 zum Oberleutnant (Premierløjtnant) befördert. Nachdem er zwischen 1948 und 1949 den Generalstabslehrgang besucht hatte, erhielt er 1950 seine Beförderung zum Hauptmann (Kaptajn). Er absolvierte von 1952 bis 1953 einen weiteren Generalstabslehrgang in den USA und fand zwischen 1956 und 1959 Verwendung im Obersten Hauptquartier der Alliierten NATO-Streitkräfte in Europa SHAPE (Supreme Headquarters Allied Powers Europe). Nach seiner Rückkehr wurde er 1959 zum Oberstleutnant (Oberstløjtnant) befördert und fungierte während des Zypernkonflikts von 1964 bis 1965 als Chef des dänischen Kontingents der Friedenstruppe der Vereinten Nationen in Zypern UNFICYP (United Nations Peacekeeping Force in Cyprus). Danach war er zwischen 1965 und 1969 Chef des Stabes der Heimwehr (Hjemmeværnet) und nach seiner Beförderung zum Oberst von 1969 bis 1972 Chef des Stabes des Heeres-Landeskommandos West (Vestre Landsdelskommando).
Im Anschluss war Andreassen zwischen 1972 und 1974 Chef der 2. Jütland-Brigade (2. Jyske brigade) sowie von 1974 bis 1975 Chef der Heereskampfschule (Hærens kampskole) in der Kaserne in Oksbøl. 1975 wurde er als Generalmajor Kommandeur des Heeres-Landeskommandos Ost (Østre Landsdelskommando) und hatte dieses Kommando bis 1977 inne, woraufhin Generalmajor Otto K. Lind ihn ablöste. Zuletzt übernahm er 1977 von Generalmajor Ole-Christian Permin den Posten als Chef der Heimwehr (Hjemmeværnet), eine der vier Teilstreitkräfte der Streitkräfte (Det Danske Forsvar). Diese Funktion hatte er bis zu seiner Verabschiedung in den Ruhestand 1984 inne, woraufhin Generalmajor Rud Gottlieb seine Nachfolge antrat.
Jørgen Andreassen heiratete am 22. Dezember 1942 Else Pfaff.

## Hintergrundliteratur
- Jesper Gram-Andersen: Det Sjællandske Korps, Scanprint, Ringsted 2000, ISBN 87984762-1-1